# Большегабдиново
Большегабди́ново, также Габди́н (баш. Оло Ғәбдин, баш. Ғәбдин) — деревня в Абзелиловском районе Республики Башкортостан России, относится к Баимовскому сельсовету.

## Население
В 1795 в 29 дворах проживало 187 чел., в 1866 в 57 дворах — 266 человек. В 1900 — 202 чел.; 1920 — 277; 1939 — 114; 1959 — 105; 1989 — 178; 2002 — 195; 2010 — 180 человек.
| 1968 | 2002 | 2009 | 2010 |
| ---- | ---- | ---- | ---- |
| 155  | ↗195 | ↗208 | ↘180 |

Согласно переписи 2002 года, преобладающая национальность — башкиры (100 %).

## Географическое положение
Расположена на реке Малый Кизил.
Расстояние до:
- районного центра (Аскарово): 74 км,
- центра сельсовета (Баимово): 4 км,
- ближайшей железнодорожной станции (Ташбулатово): 14 км.

## Образование
Есть начальная школа (филиал Баимовской средней школы).

## Происхождение названий селения
Называлось Аптимово по имени тархана Аптима (Габдина) Бекетеева.
К 1939 году с выделением выселка Мало-Габдиново получила название Больше-Габдиново. После исчезновения к 1970-м годам выселка возвратилось в неофициальной документации название Габдиново от башкирского личного имени баш. Ғәбдин.

## Религия
В деревне есть мечеть.